# Tarenna luteola
Tarenna luteola är en måreväxtart som först beskrevs av Otto Stapf, och fick sitt nu gällande namn av Cornelis Eliza Bertus Bremekamp. Tarenna luteola ingår i släktet Tarenna och familjen måreväxter. Inga underarter finns listade i Catalogue of Life.